# إدوارد زاندر
إدوارد زاندر (بالإنجليزية: Edward Zander)‏ هو شخصية أعمال أمريكي، ولد في 12 يناير 1947 في بروكلين في الولايات المتحدة.

## وصلات خارجية
- إدوارد زاندر على موقع إن إن دي بي (الإنجليزية)